# 9109 Yukomotizuki
9109 Yukomotizuki è un asteroide della fascia principale. Scoperto nel 1997, presenta un'orbita caratterizzata da un semiasse maggiore pari a 2,3290358 UA e da un'eccentricità di 0,0934178, inclinata di 7,16385° rispetto all'eclittica.
L'asteroide è dedicato alla giapponese Yuko Motizuki, professore all'Università di Saitama, specializzata nello studio teorico della nucleosintesi, delle supernovae e delle stelle di neutroni.